# Lince (torpediniera)
Il Lince è stato una torpediniera della Regia Marina.

## Storia
Poco dopo la sua entrata in servizio, il 5 maggio 1938, l'unità partecipò alla rivista navale «H» nel golfo di Napoli.
Una volta operativo, il Lince fu inizialmente dislocato in Sicilia, per poi essere destinato al servizio nel Mar Egeo.
Nell'aprile 1939 la nave, al comando del capitano di corvetta Giorgio Giobbe, si distinse nelle operazioni per l'occupazione dell'Albania.
All'ingresso dell'Italia nel secondo conflitto mondiale la nave faceva parte della VIII Squadriglia Torpediniere di base a Rodi, che formava insieme ai gemelli Lupo, Libra e Lira. Fu inizialmente impiegato nel Dodecaneso e dall'autunno del 1940, con compiti offensivi, contro la Grecia.
Il 30 gennaio 1941 il Lince, partito da Rodi e impegnato insieme al gemello Lupo in un pattugliamento anti-sommergibili nel canale di Caso, individuò in posizione 35°31' N e 25°34' E il convoglio britannico «AN 14» che procedeva da Alessandria verso il Pireo scortato da un incrociatore ausiliario e da tre cacciatorpediniere. Il Lince, su ordine del caposquadriglia Mimbelli, effettuò un'azione diversiva, distraendo le navi inglesi e consentendo così al Lupo di avvicinarsi al convoglio e colpire con due siluri la nave cisterna Desmoulea (8 120 tsl, carica di benzina e cherosene), che ebbe gravi danni (dovette essere rimorchiata dapprima a Suda, ove arrivò il 1º febbraio, e quindi, dopo riparazioni temporanee, trasferita il 6 maggio a Suez). Lupo e Lince si allontanarono poi indenni nonostante il violento fuoco d'artiglieria delle navi avversarie.
Il 25 febbraio la torpediniera caricò a Rodi 240 militari insieme al Lupo e ai vecchi cacciatorpediniere Crispi e Sella per riconquistare l'isolotto di Castelrosso, occupato con un colpo di mano da forze britanniche. Durante la notte tra il 25 ed il 26 il cacciatorpediniere britannico Hereward avvistò le due torpediniere ma, per congiungersi con il cacciatorpediniere Decoy prima di attaccare, perse il contatto con la formazione italiana, che non riuscì poi a ritrovare. Poco dopo la mezzanotte del 25 il Lupo si ormeggiò nel porto di Castelrosso e diede inizio alle operazioni di sbarco delle truppe, che tuttavia dovettero essere ben presto interrotte a causa delle condizioni meteomarine in rapido peggioramento. Il 27 febbraio il Lince e il Lupo, insieme a due MAS, tornarono a Castelrosso, seguite più tardi anche da Crispi e Sella, e poterono stavolta sbarcare le truppe, bombardando inoltre con le proprie artiglierie da 101 mm le posizioni britanniche, causando tre morti e sette feriti. Entro il 28 febbraio Castelrosso era tornato in mano italiana.
Il 28 maggio 1941, durante la battaglia di Creta, il Lince, insieme ai gemelli Libra e Lira e al vecchio cacciatorpediniere Crispi, fu destinato alla scorta del convoglio (piroscafetti Giorgio Orsini, Giampaolo e Tarquinia, rimorchiatori Aguglia e Impero, motonavi frigorifere Assab e Addis Abeba, piroscafo fluviale Porto di Roma, motopescherecci Sant'Antonio, San Giorgio, Plutone e Navigatore, nave cisterna Nera, cisterne portuali CG 89 e CG 167) che, partito da Rodi il giorno precedente, avrebbe dovuto trasportare e sbarcare nella baia di Sitia (Creta) un corpo di spedizione italiano consistente in 2 450 uomini, 13 carri armati, 350 muli, due auto e altrettanti camion, equipaggiamenti e artiglieria, provviste e munizioni per cinque giorni. Nel primo pomeriggio del 28 il Lince ebbe il compito di prendere a rimorchio la più lenta imbarcazione del convoglio, per poter aumentare almeno un po' l'eccessivamente bassa velocità. Alle 15:45 dello stesso giorno, ormai in vista di Sitia, poco prima che iniziasse lo sbarco, le tre torpediniere vennero richiamate per altro compito (le operazioni di sbarco si svolsero comunque senza problemi).
Il 27 maggio 1941 il Lince trasportò da Rodi a Lero il nuovo comandante di quest'isola, il capitano di vascello Aldo Cocchia.
Nel corso del 1941 la torpediniera venne modificata con l'eliminazione delle poco efficaci mitragliere da 13,2 mm e la loro sostituzione con otto armi da 20/65 mm.
Nella notte tra il 13 e il 14 dicembre il Lince e il gemello Aretusa furono inviati ad aggregarsi ai cacciatorpediniere Vivaldi, da Noli, Aviere, Geniere, Carabiniere e Camicia Nera nella scorta alla corazzata Vittorio Veneto durante la navigazione di ritorno verso Taranto, dopo il siluramento della nave da battaglia da parte di un sommergibile inglese durante l'operazione di traffico «M 41».
Nel 1942 la torpediniera fu trasferita sulle rotte sulle rotte tra Libia, Sicilia ed Egeo.
Nel pomeriggio del 12 febbraio di quell'anno il Lince, insieme al rimorchiatore Atlante, uscì da Taranto per soccorrere la nave cisterna Lucania, silurata e incendiata (nonostante portasse i contrassegni che ne indicavano l'utilizzo come rifornitrice delle navi che trasportavano i profughi provenienti dall'Africa Orientale Italiana) dal sommergibile britannico Una. La petroliera risultò tuttavia condannata, così che il Lince e l'Atlante non poterono far altro che recuperarne l'equipaggio; la Lucania affondò alle 23:15, in posizione 39°20' N e 17°25' N. Il Lince partecipò poi alla caccia antisommergibile che vide l'affondamento di un sommergibile britannico, non l'Una ma il Tempest, per opera della torpediniera Circe.
L'8 giugno 1942, nell'ambito dell'operazione di traffico «Pisa», il Lince e il gemello Circe lasciarono Palermo per scortare a Tripoli il convoglio «S» (motonave Sestriere), ma le unità vennero fatte tornare in porto il giorno stesso (la Sestriere fu poi inviata in Libia due giorni dopo).
Il 14 agosto il Lince e la cisterna militare che stava scortando, lo Stige, vennero attaccati da un sommergibile sconosciuto al largo di Capo Spada, ma poterono evitare i siluri.
Il 19 agosto, alle 4:30, il piroscafo Iseo venne fatto oggetto tra Derna e Tobruch del lancio di siluri da parte del sommergibile HMS Porpoise: il mercantile non fu colpito, mentre il Lince contrattaccò e danneggiò gravemente l'unità nemica.
Il 9 novembre la nave, insieme alle torpediniere Cigno e Abba, scortò in porto l'incrociatore leggero Attilio Regolo, che rientrava al traino del rimorchiatore Polifemo dopo essere stato silurato dal sommergibile HMS Unruffled in posizione 38°14' N e 12°41' N (al largo di Capo San Vito siculo) e aver perso la prua (durante la navigazione il sommergibile HMS United tentò di finire l'incrociatore ma non vi riuscì).
Il 22 novembre 1942 il Lince rimase pesantemente danneggiato (falle nello scafo e allagamenti, gravi danni all'apparato motore – con consistenti perdite di olio –, strumentazioni per la navigazione, radio e bussole semidistrutte, armamento fuori uso con l'eccezione di un cannone e due mitragliere) a seguito di un bombardamento aereo sul porto di Tripoli, al punto da dover essere portata all'incaglio per evitarne l'affondamento. Il comandante e metà dell'equipaggio rimasero uccisi o feriti.
Ad assumere il comando della malridotta unità fu il comandante in seconda, sottotenente di vascello Vitaliano Rauber, che nel gennaio 1943 ricevette l'ordine di autoaffondare la nave per evitarne la cattura, essendo ormai prossima la caduta di Tripoli. Rauber tuttavia, d'accordo con l'equipaggio superstite, decise di tentare di raggiungere l'Italia e, ottenuto il permesso dal comando di Tripoli, lasciò la città libica nella serata del 18 gennaio 1943, mentre gli aerei avversari effettuavano una delle ultime incursioni sul porto tripolino. Dovendo procedere a lento moto, nella mattinata del 20 gennaio il Lince venne attaccato da un aereo intenzionato a colpirlo con bombe, ma la reazione delle poche armi funzionanti della torpediniera obbligò il velivolo a ritirarsi. Nelle ore pomeridiane dello stesso giorno vennero avvistate le scie di siluri lanciate da un sommergibile contro il Lince, ma la torpediniera riuscì a evitarli con una pronta contromanovra. Si rese necessario allagare un doppio fondo per far sbandare la nave e raccogliere l'olio rimanente su un lato in modo da renderlo disponibile per almeno una motrice, per ovviare al problema delle perdite di olio, ma infine il Lince riuscì, dopo aver fatto tappa a Sfax e Susa, a raggiungere il porto di Trapani da dove poi si trasferì – a rimorchio del cacciatorpediniere Saetta – a Taranto, ove fu sottoposto ai lavori di riparazione.
Dopo il rientro in servizio il Lince venne assegnato a missioni di scorta convogli tra l'Italia e la penisola balcanica.
Il 16 luglio il convoglio – trasporti truppe Italia e Argentina – che l'unità stava scortando, insieme all'anziana torpediniera Pilo e al cacciatorpediniere Lubiana, da Patrasso a Valona, venne infruttuosamente attaccata 12 miglia a ovest di Capo Dukato da un sommergibile nemico (forse l'HMS Trooper).
Il 4 agosto 1943 la torpediniera andò a incagliarsi nei pressi di Punta Alice (Cirò Marina), non lontano da Taranto. Non essendo possibile disincagliare immediatamente l'unità, l'equipaggio – 160 uomini – si accampò sulla vicina spiaggia, in attesa del disincaglio. Alle 8:15 del 28 agosto, quando ancora l'unità non era stata disincagliata, il sommergibile britannico Ultor l'avvistò e su ordine del comandante George Hunt gli lanciò due siluri: le armi colpirono la poppa della nave, che esplose, provocandone il rapido affondamento in posizione 39°24' N e 17°09' E.
Lo scoppio dei siluri uccise dodici uomini dell'equipaggio che si trovavano a bordo della torpediniera e investì una piccola imbarcazione da pesca con quattro persone a bordo, uccidendo un bambino (Francesco Salvatore Tridico) e mutilando un giovane pescatore.

## Anniversario affondamento
A Cirò Marina sono stati organizzati diversi eventi per il 70º anniversario dell'affondamento del Lince.

## Lista dei caduti dell'equipaggio
- Cap. Corv. Riccardo Papino
- Sten. Vasc. Renzo Rossi
- Serg. Torp. Renato Pedemonte
- Nocc. Antonio Pagnato
- Stoc. Mecc. Luciano Nicosia
- Cann. Luigi Cravotta
- Cann. Mario Bucirossi
- Cann. Arm. Elio Buraschi
- Fuoc. O. Giuseppe Pili
- Fuoch. Art. Ruggero Fioretti

## Lista dei comandanti dell'unità
- 1939 - marzo 1941: Capitano di corvetta Giorgio Giobbe
- marzo 1941 - 30 giugno 1942: Tenente di vascello Giovanni Gazzera
- 1º luglio 1942 - gennaio 1943: Tenente di vascello Edoardo Manacorda
- gennaio 1943: Sottotenente di vascello Vitaliano Rauber (ad interim)
- agosto 1943: Capitano di corvetta Riccardo Papino